# Marylou
Marylou – drugi album studyjny szwajcarskiej piosenkarki Anny Rossinelli wydany 3 maja 2013 roku nakładem wytwórni Universal Music.
Tydzień po premierze album zadebiutował na pierwszym miejscu najczęściej kupowanych płyt w Szwajcarii.
4 lutego 2014 roku ukazała się reedycja płyty zatytułowana Marylou Two, która została wzbogacona o pięć nowych utworów, w tym m.in. o singiel „Shine in the Light” oraz wykonania na żywo piosenek „Let It Go” i „Vagabonds”. Płyta dotarła do siódmego miejsca listy najczęściej kupowanych albumów w kraju.

## Single
Pierwszym singlem promującym płytę został utwór „Let It Go”, który został wydany 6 marca 2013 roku.
Reedycję krążka promowała piosenka „Shine in the Light”, która została wydana w formie singla w lutym 2014 roku.

## Lista utworów
Opracowano na podstawie materiału źródłowego.
| Nr  | Tytuł utworu                              | Autorstwo                                                 | Produkcja         | Długość |
| --- | ----------------------------------------- | --------------------------------------------------------- | ----------------- | ------- |
| 1.  | „Let It Go”                               | Kim Richey, Lisa Mitchell, Sacha Skarbeck                 | Georg Schlunegger | 2:53    |
| 2.  | „So Damn Pretty”                          | Lauren Christy, Karen Poole, Greg Kurstin, Eliza Caird    | Schlunegger       | 3:01    |
| 3.  | „Until”                                   | Roman Camenzind, Georg Schlunegger                        | Schlunegger       | 3:48    |
| 4.  | „Vagabonds” (z Célienem Schneiderem)      | David Holler, Dick Holler, Anna Rossinelli, Georg Dillier | Schlunegger       | 2:40    |
| 5.  | „Marylou”                                 | Rossinelli, Dillier, Manuel Meisel                        | Schlunegger       | 2:40    |
| 6.  | „Pretty Normal Guy”                       | David Jürgens, Olivia Uhlig                               | Schlunegger       | 3:03    |
| 7.  | „Head In the Sky”                         | Phillipa Alexander, Ellie Wyatt, Alex Ball, Vicky Nolan   | Schlunegger       | 2:47    |
| 8.  | „Chain Reaction”                          | Rossinelli, Dillier, Meisel                               | Schlunegger       | 3:45    |
| 9.  | „Burn This City Down” (z Dietrem Meierem) | Schlunegger                                               | Schlunegger       | 3:29    |
| 10. | „Go Go”                                   | Bassel El Hallak, Lennart A. Salomon, Aimée Proal         | Schlunegger       | 2:56    |
| 11. | „She’s So Him”                            | Schlunegger                                               | Schlunegger       | 3:07    |
| 12. | „Polaroid Picture”                        | Rossinelli, Dillier                                       | Schlunegger       | 3:59    |
|     |                                           |                                                           |                   | 38:08   |

| Marylou Two |
| --- |
| 13. „Shine in the Light” – 3:15 14. „Let It Go” (Live) – 3:19 15. „Vagabonds” (Live) – 4:40 16. „Reconcile” – 3:14 17. „Shine in the Light” (Piano Version) – 4:06 |

## Notowania na listach sprzedaży
| Kraj       | Lista (2015)   | Najwyższe miejsce |
| ---------- | -------------- | ----------------- |
| Szwajcaria | Albums Top 100 | 1                 |

| Kraj       | Lista (2015)   | Najwyższe miejsce |
| ---------- | -------------- | ----------------- |
| Szwajcaria | Albums Top 100 | 7                 |